# Medal za Uratowanie Ginących
Medal za Uratowanie Ginących – polskie odznaczenie cywilne ustanowione w styczniu 1828 roku przez Mikołaja I celem uhonorowania osób, które z narażeniem życia ratowały ludzi z pożarów, tonących lub innych okoliczności zagrażających życiu.

## Historia
Medal nadawany był przez Mikołaja I w Królestwie Kongresowym na wniosek:
- Komisji Wojewódzkiej
- Urzędu Municypalnego miasta stołecznego Warszawy
- zainteresowanego poprzez Komisję Rozpoznawającą Prośby do Tronu lub do Komisji Rządowej Spraw Wewnętrznych.

Medal wykonywany był w mennicy w Petersburgu. Nadawanie medalu trwało od listopada 1828 roku do lutego 1833 roku. W kwietniu 1833 roku napis polski został zmieniony na rosyjski.

## Opis medalu
Medal był ustanowiony w dwóch klasach i wykonany w zależności od klasy w złocie lub srebrze. Średnica medalu wynosiła 29 mm.
Na awersie widniała głowa Mikołaja I skierowana w prawą stronę z napisem po obwodzie: MIKOŁAY I CESARZ SA /MOWŁADCA/W/SZECH/ ROSS/YI/ KRÓL POLSKI
Na rewersie znajdował się następujący napis: ZA / URATOWANIE / GINĄCYCH
Wygląd prawdopodobnie był zbliżony do medalu Imperium Rosyjskiego «За спасение утопавших»

## Odznaczeni
W 1829 roku medal w złocie otrzymał Anicenty Jucewicz proboszcz Sapieżyński za uratowanie kilkorga dzieci tonących w rzece Niemen oraz uratowanie prywatnych ruchomości i kasy miejskiej.
Pozostali odznaczeni otrzymali medale wykonane w srebrze. Byli to chłopi, rzemieślnicy oraz niżsi urzędnicy.